# Pogo (baile)

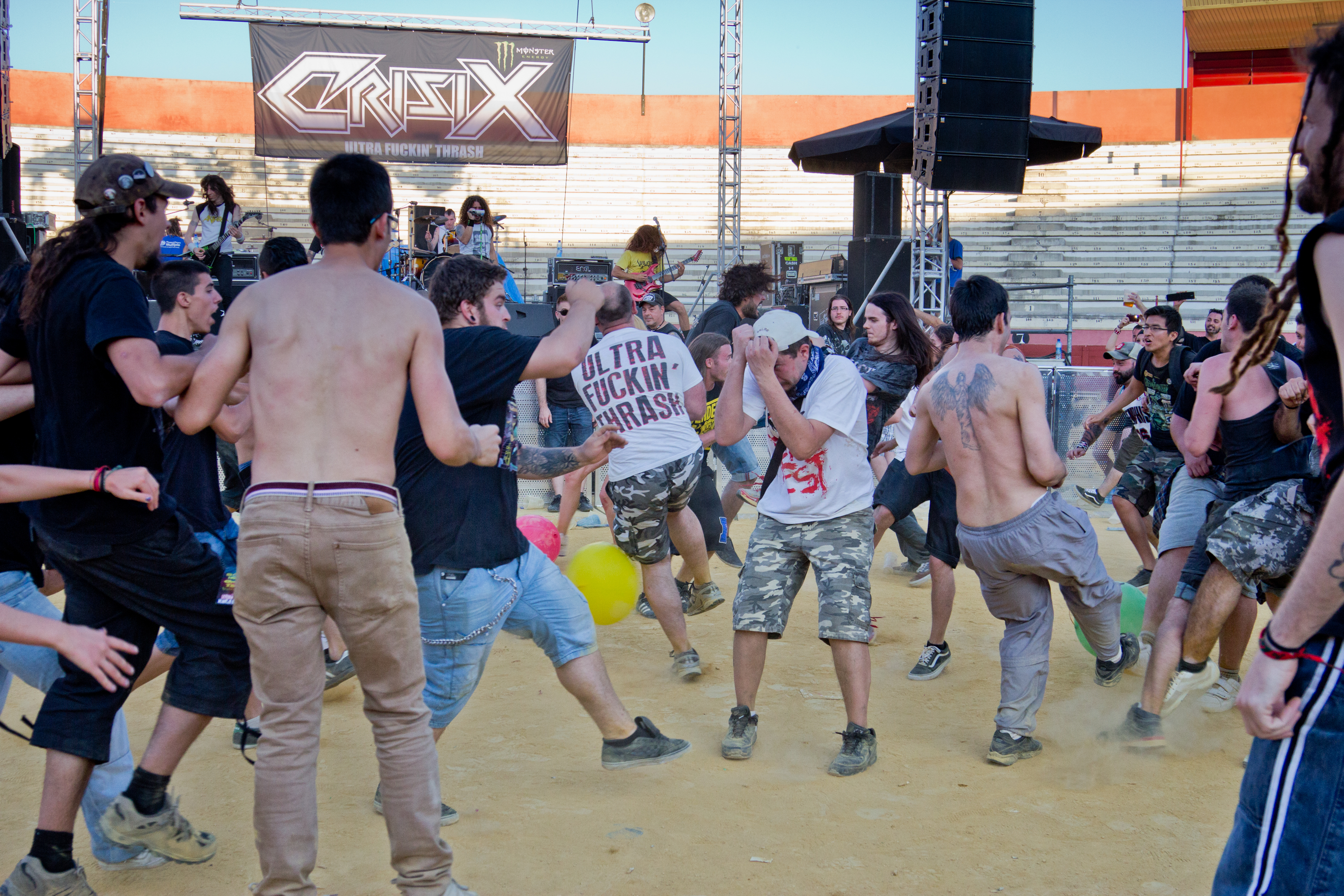
Pogo en el Asaco Metal Fest 2013.

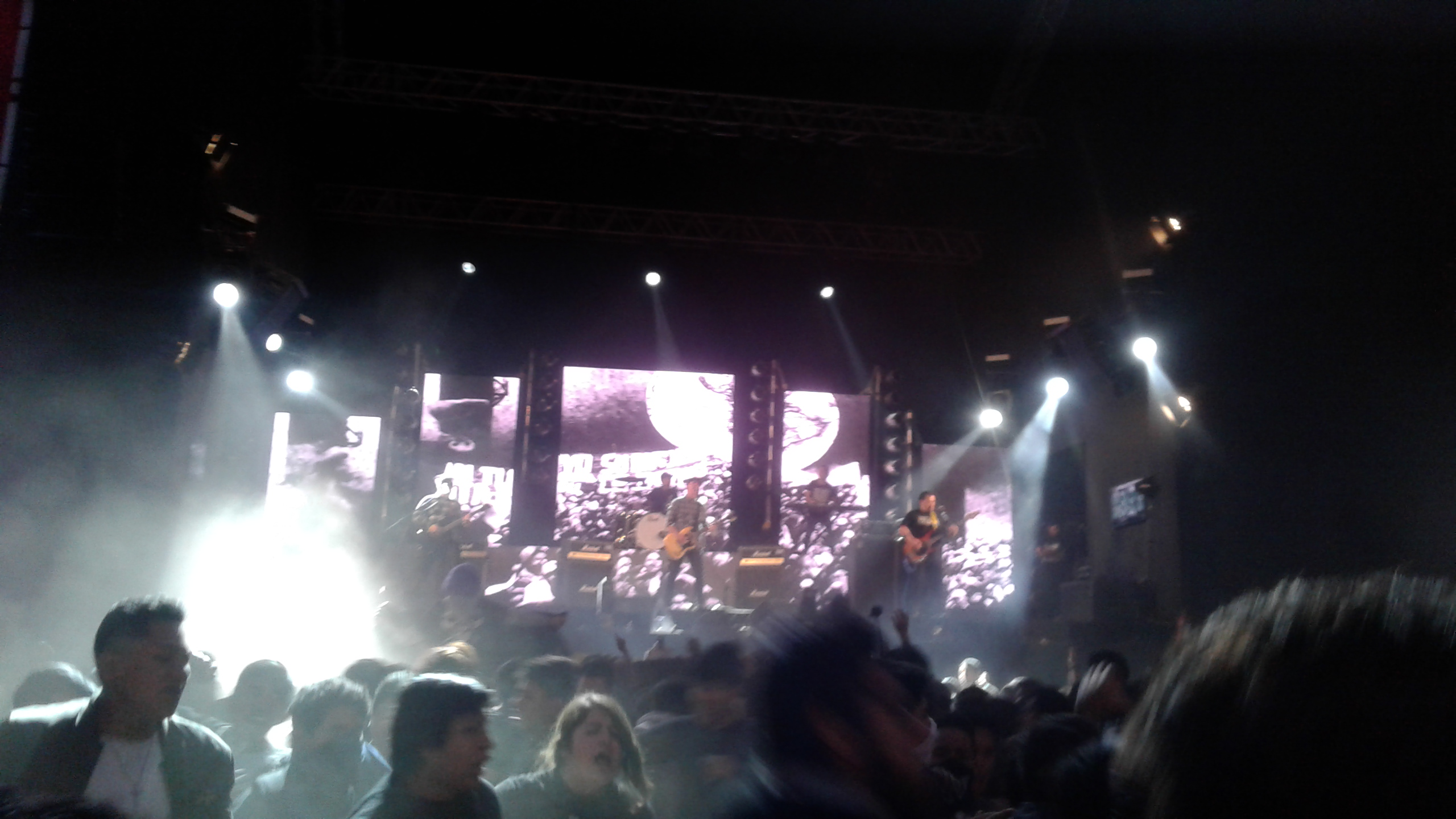
Pogo en la noche en un concierto de hardcore punk en el festival DRP.

El pogo, es un tipo de baile caracterizado por sus saltos (su nombre parece proceder del juguete llamado palo saltarín). También es conocido como mosh.

## Características
El pogo es el aspecto, un poco más mesurado que el Mosh-pit. La forma "común" del pogo es lo que se denominó "verticalmente", que consta de saltos sobre el sitio. Luego comienza lo que ya entra en la dimensión "horizontal" y consiste en saltos, giros, cabeceos, con una guardia de brazos y codos (a modo de barrera) frenéticos. Es muy usado en los momentos en los cuales la música es más agresiva, el cual es característico, en géneros de música generalmente pesada, como el Heavy Metal, Punk, Hardcore, etc. y sus derivados como el Death metal, Minimal wave, Hardstyle, coldwave, Breakbeat hardcore, Punk rock, Black metal, Electropunk, Hardcore techno, dark-etéreo, Hardcore DanceHall, Metallic hardcore, Electroclash, Dubstep, Dance-punk, dark-ambient, Hardcore punk, Digital rock, EBM, Grunge, Electro dark, jungle, Hardcore hip hop, Emotional hardcore, Rock alternativo, Underground, Pop rock, Power pop, Cybergoth, Deathrock, Rock & roll, Garage punk, Aggrotech, Rock gótico, Acid house, Electro gore, reggaestep, Música industrial, Oi!, por mencionar solo algunos. Se puede comparar a un poguero desaforado con un tipo de "endemoniado danzante", haciendo gestos descontrolados con el cuerpo, dando patadas y puñetazos al aire, o empujando a los que se tiene cerca. Estos empujones tienen un carácter instigador más que de agresión. Una muestra es lo vivido en el mega festival Monsters of Rock. En la República[¿dónde?] se desarrolló mucho a partir de los años 80. En recitales de varios artistas se ve reflejado este tipo de baile más pesado, siendo este último el significado también dado por el headbanging.
En su gran mayoría, el tipo de gente que realizan estos bailes pertenecen a la cultura underground, la Anarquía y/o al movimiento punk, o a sus derivados, como son las subculturas propias de ellas.
Debido a lo enérgico de la danza y a la masificación, acabar magullado es lo más común. También son comunes: heridas leves, hematomas, rotura de labios, heridas de rodillas, codos sangrantes.
Suelen estar mal vistos los comportamientos potencialmente peligrosos. Cuando uno cae, le ayudan a levantarse inmediatamente o se fuerza un perímetro alrededor, incluso se puede parar (ocasionalmente) el pogo hasta que se levante, evitando que pueda ser pisoteado o lastimado. 
Las variables en el pogo dependen según el vigor sonido/melodía, pero también de la banda, el dj, el género musical y cultura del lugar donde se realice el acto. 
Un grupo de investigadores de la Universidad de Cornell han estudiado el comportamiento en estas situaciones analizando diversos vídeos encontrando similitudes con el movimiento de las partículas en un gas.

## Pogos notables
El cantante de rock argentino Indio Solari, ex vocalista de la banda de rock Patricio Rey y sus Redonditos de Ricota es reconocido por albergar uno de los pogos más multitudinarios del mundo durante la canción «Ji ji ji». Después del segundo estribillo llega una sección instrumental con un ritmo cercano al ska. En esta parte, la gente hace pogos, enciende bengalas y material pirotécnico coreando el popular solo. En la versión grabada en directo para el disco En concierto, el vocalista exclama antes de esta esperada parte: "¡Se viene el pogo más grande del mundo!". Años más tarde en un concierto en Tandil dice: "este será el más grande pogo del mundo, ¡hacete de abajo Mick Jagger!" después de una disputa amistosa con el músico inglés por ver quien tenía un pogo más grande en sus conciertos.

## Otros términos
- En algunos lugares también se conoce como mosh.
- En algunos lugares de España, se usan otras denominaciones como tangana, olla, pateo o foso (pit o death pit).
- En algunos países de América[¿dónde?] Latina se utilizan las palabras mocha, agite, salpiqueada, totazera o mateo.